# Ingo Weißenborn
Ingo Weißenborn (Bernburg an der Saale, 29 novembre 1963) è un ex schermidore tedesco, vincitore di una medaglia d'oro nella scherma ai giochi olimpici.